# Waalbrücke Nijmegen

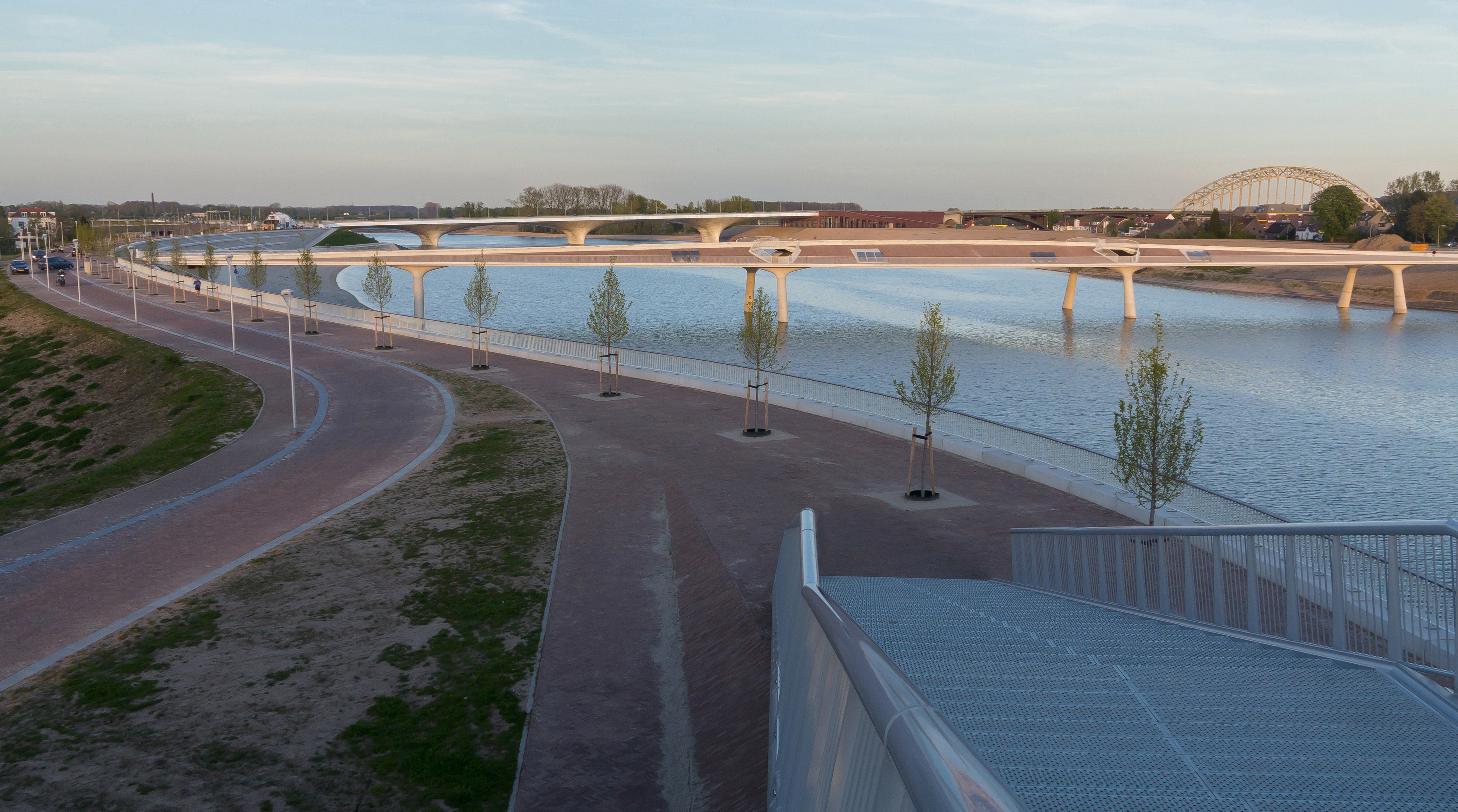
Brücke: de (Verlengde) Waalbrug und de Lenteloper

Die Waalbrücke Nijmegen (niederländisch Waalbrug Nijmegen) überspannt in der niederländischen Stadt Nijmegen die Waal, den südlichen Arm des Rheins im Rhein-Maas-Delta. Die Straßenbrücke verbindet das Zentrum mit dem Stadtteil Lent am nördlichen Flussufer. Auf dem 1931 bis 1936 errichteten Bauwerk verläuft der Provinciale weg N325, der im Norden nach Arnhem und in südlicher Richtung ab der Grenze als Bundesstraße 9 nach Kleve führt. Die Brücke befindet sich bei Kilometer 25,67 der niederländischen Wasserstraße 101 (Rhein–Waal–Boven-Merwede–Beneden-Merwede–Noord) (Rhein-Kilometer 883,50). Die nächste Brücke flussaufwärts ist die etwa 30 Kilometer entfernte Rheinbrücke Emmerich. Die nächste Straßenbrücke flussabwärts ist die etwa zwei Kilometer westlich gelegene Brücke De Oversteek.

## Technische Daten
Die Stahlbogenbrücke hat eine Gesamtlänge von 604 Metern und ist in der Mitte 65 Meter hoch. Die Fachwerkbogen haben eine Breite von 12 Metern, während die Fahrbahnplatte 23,5 Meter breit ist. Der Bogen der Strombrücke, an dem die untenliegende Fahrbahn mit Hängern befestigt ist, ruht ohne Zugband auf zwei Strompfeilern. Die Spannweite der Hauptbrücke beträgt 244,1 Meter. Bei der Eröffnung war dies die größte Stützweite einer Bogenbrücke in Europa. Die vier Vorlandbrücken, von denen die mittleren 72 und die äußeren 95 Meter überspannen, wurden mit obenliegender Fahrbahn konstruiert. Die insgesamt vier Pfeiler verjüngen sich nach oben. Sie sind länger als die Breite der darin liegenden Fahrbahn und wurden an ihren Enden mit halbrunden, turmförmigen Plattformen versehen. Alle Pfeiler sind mit dunklen, grob behauenen Steinquadern verkleidet. An den beiden Enden wird das Bauwerk mit zwei Betonbogen als Widerlager abgeschlossen. Um eine Busspur über die Brücke zu führen, wurde die Fahrbahn an der Westseite um 1,30 Meter verbreitert. Dadurch gingen die dortigen Turmplattformen verloren. Auch die originalen Geländer sind nicht mehr vorhanden. Die Farbe des Hauptbogens war ursprünglich grün, seit 1980 ist er mit weißer Farbe gestrichen. Aufgrund ihrer architektur- und kulturhistorischen Bedeutung wurde die Waalbrücke zum Rijksmonument (Nr. 523067) erklärt.

## Geschichte

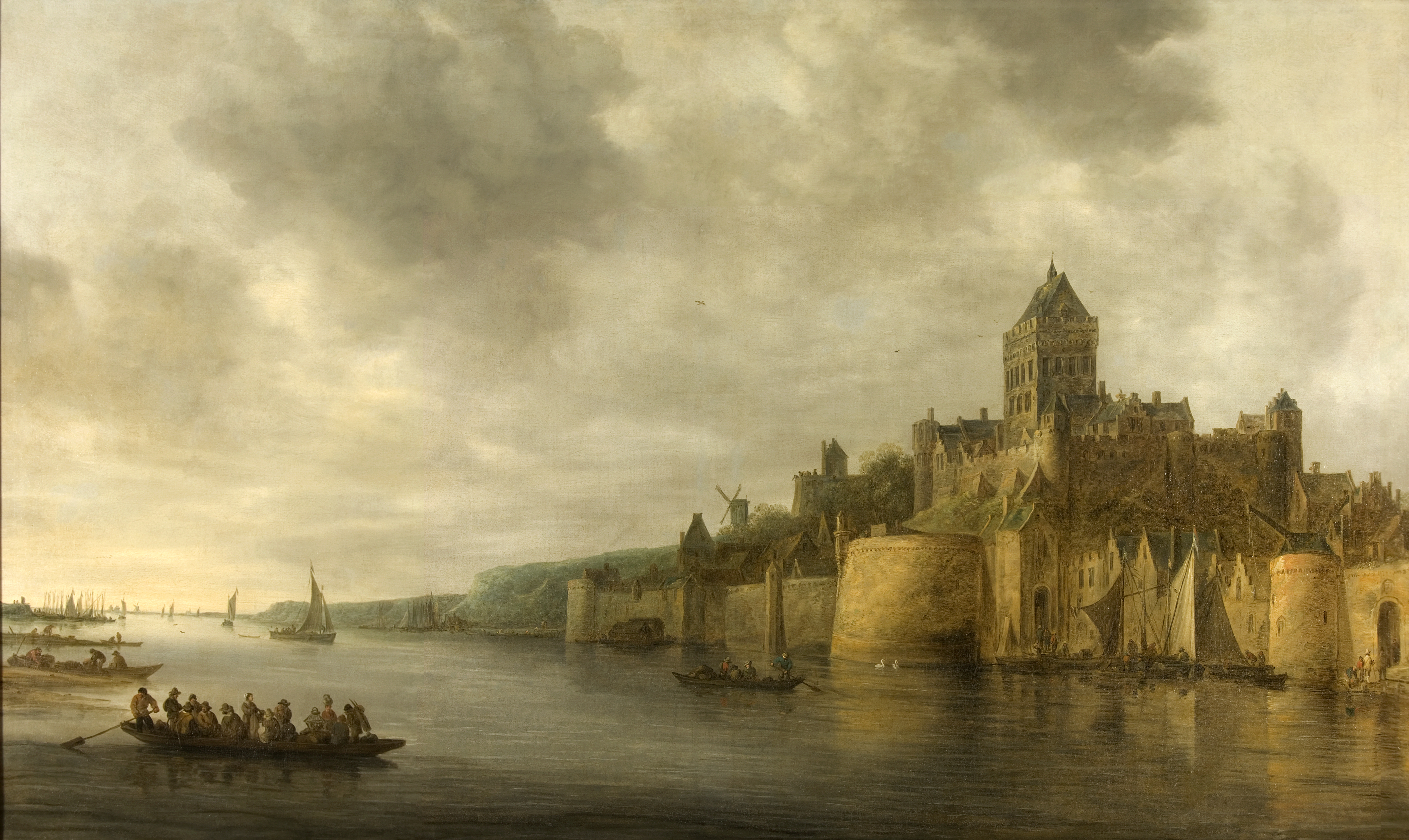
Blick auf die Valkhofburg und die Waal bei Nijmegen mit Fähre, Gemälde (1641) von Jan van Goyen

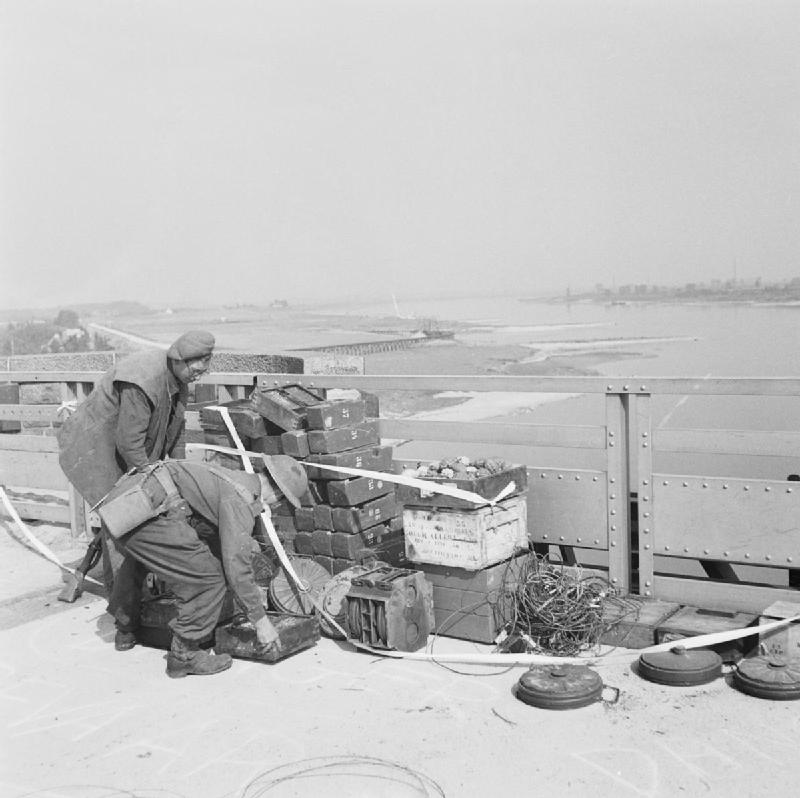
Britische Soldaten beim Entfernen der Sprengsätze vom Brückengeländer am 20. September 1944

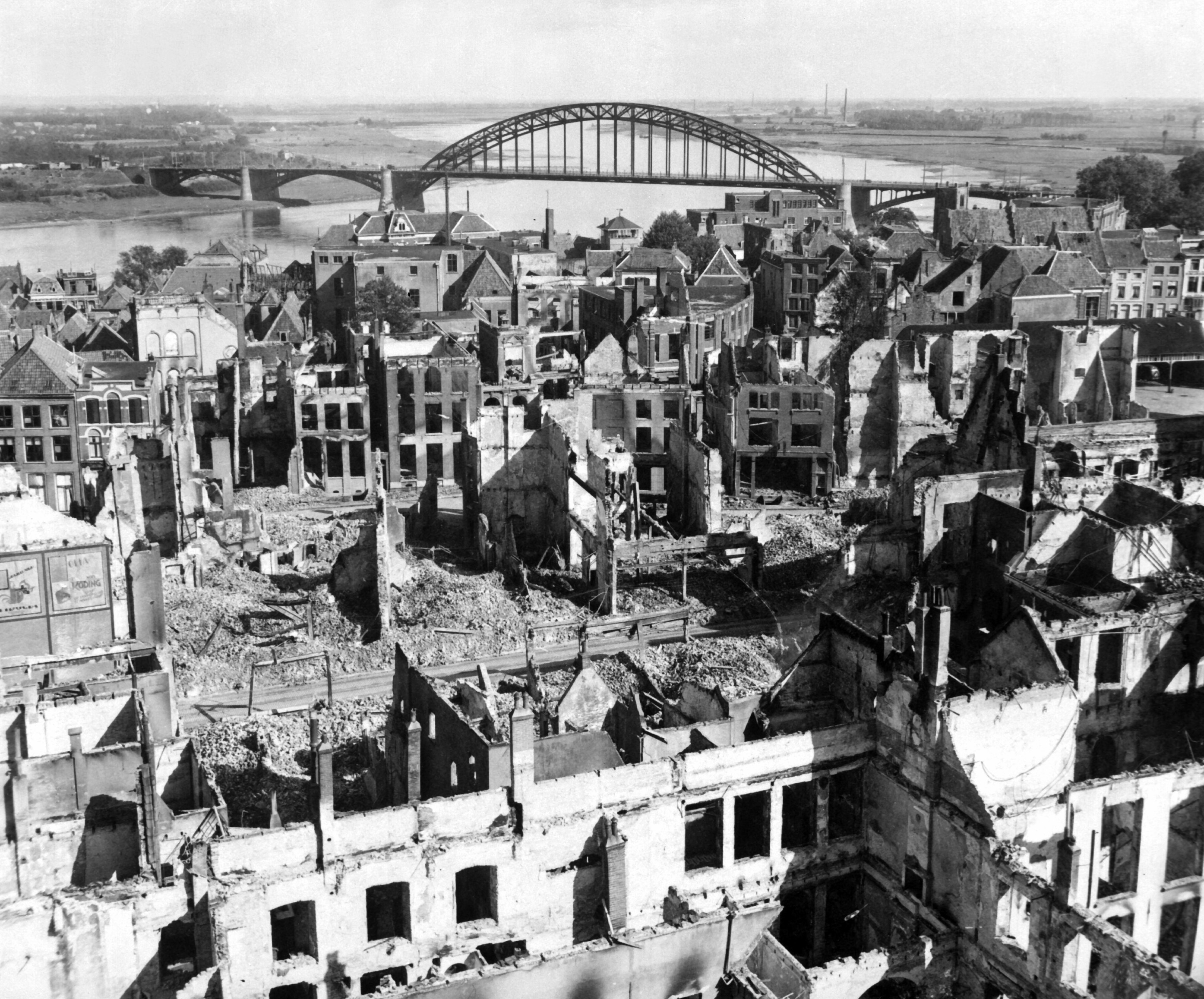
Das zerstörte Nijmegen und die Brücke am 28. September 1944

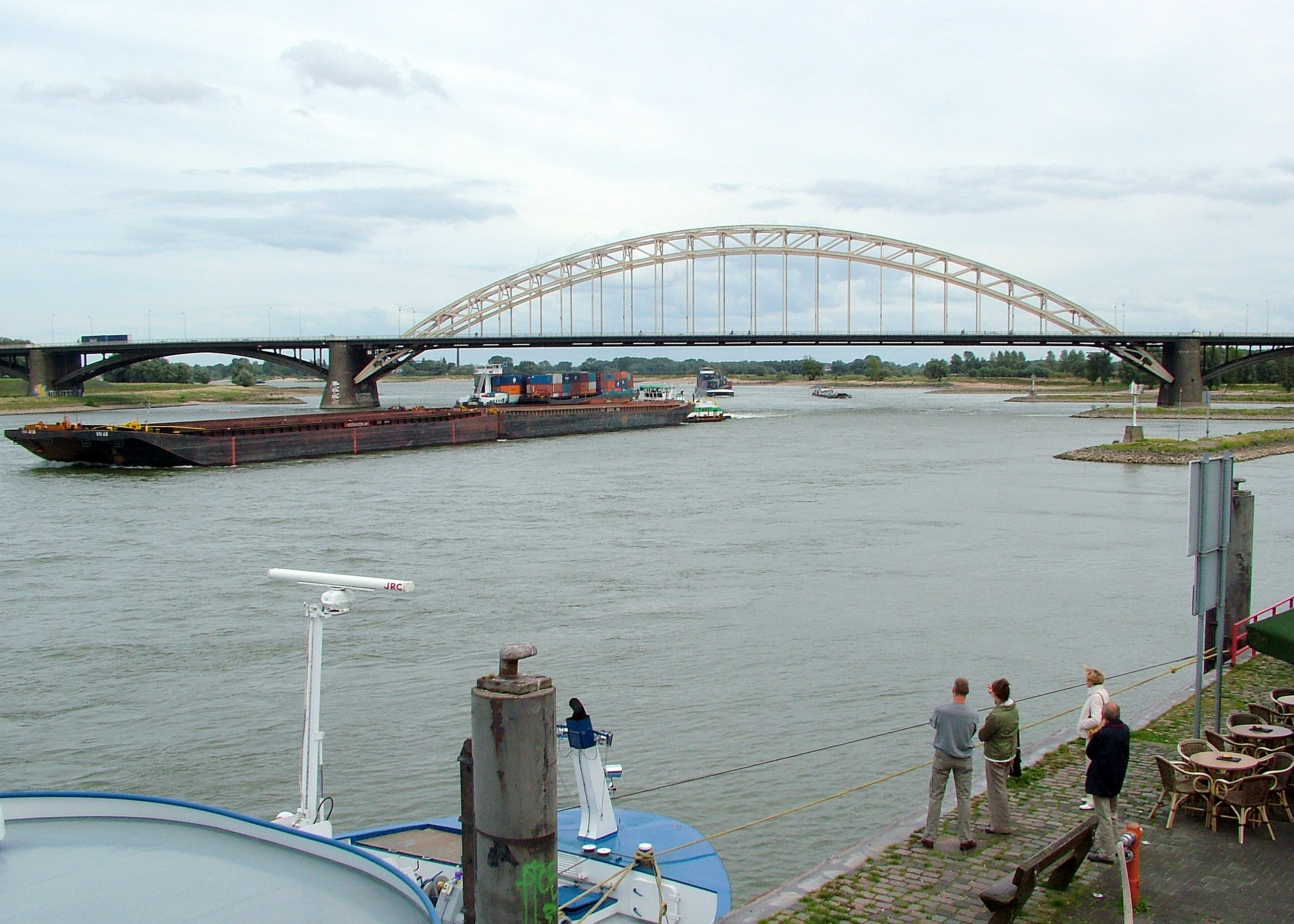
Westseite der Waalbrücke

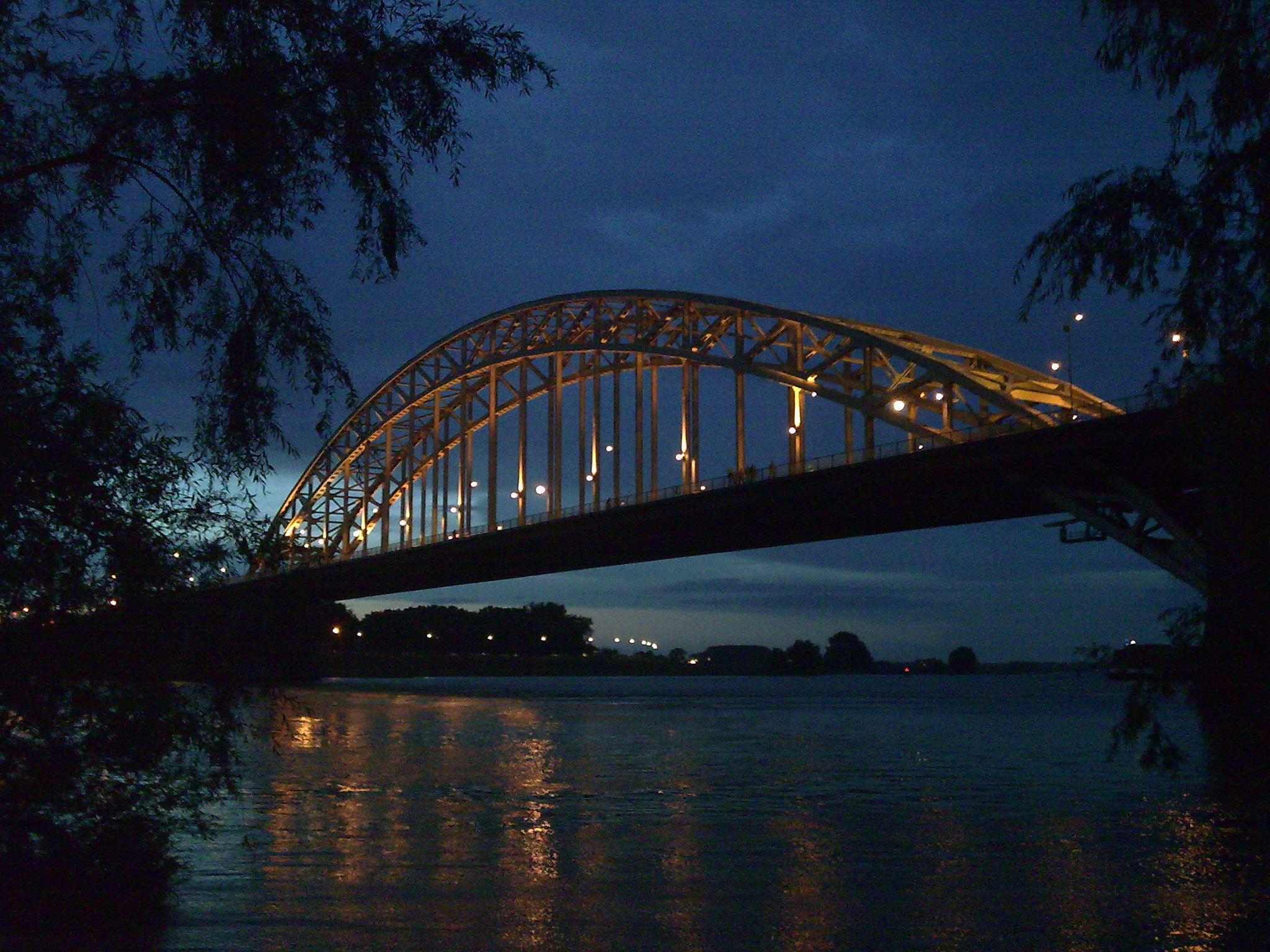
Die Waalbrücke bei Nacht

Bis 1936 gab es in Nijmegen für den Straßenverkehr keine feste Verbindung über die Waal. Stattdessen nutzte man zur Flussüberquerung seit jeher eine Fähre, die später den Namen Zeldenrust trug. Für den Zugverkehr der Bahnstrecke Arnhem–Nijmegen wurde 1879 weiter flussabwärts eine Eisenbahnbrücke eröffnet. Ab 1906 plante das Komitee Nijmegen Vooruit (deutsch Nijmegen vorwärts) den Bau einer Straßenbrücke über die Waal. Nach Ausbruch des Ersten Weltkrieges kam es jedoch nicht mehr zum Bau. Die Planung einer Waalbrücke Nijmegen wurde Ende der 1920er Jahre vom Bruggenbureau Rijkswaterstaat wiederaufgenommen. Das dem niederländischen Verkehrsministerium unterstellte Planungsbüro wurde gegründet, um den Bau von Straßenbrücken über die großen Flüsse des Rhein-Maas-Deltas voranzutreiben.
Der Entwurf der Waalbrücke entstand nach dem Vorbild niederländischer und deutscher Stahlbogenbrücken unter der Leitung des Ingenieurs P. Stelling in Zusammenarbeit mit dem Architekten G. Schoorl und dem Oberingenieur W. J. H. Harmsen. Das niederländische Maschinenbauunternehmen Werkspoor übernahm die Montage der Konstruktion. Am 23. Oktober 1931 konnte mit dem Bau der Brücke begonnen werden. Am 16. Juni 1936 wurde das Bauwerk von Königin Wilhelmina unter der Anwesenheit von 200.000 Zuschauern eingeweiht. Zu Ehren des Fotografen und Unternehmers C. A. P. Ivens, der sich im Vorfeld stark für den Bau der Brücke eingesetzt hatte, wurde während der Feierlichkeiten im nahe gelegenen Hunnerpark eine von Charles Estourgie entworfene Bank eingeweiht.
Während des Zweiten Weltkriegs spielte die Brücke mehrfach eine wichtige strategische Rolle. Beim Angriff der Wehrmacht auf die Niederlande im Mai 1940 wurde der Hauptbogen vom niederländischen Militär gesprengt. Anschließend wurde die Brücke von den deutschen Besatzern repariert, sodass sie ab 1943 wieder befahren werden konnte. Als sich die Wehrmacht während der Operation Market Garden zurückzog, sollte die Brücke abermals gesprengt werden. Dies wurde gängigen Überlieferungen zufolge von dem niederländischen Widerstandskämpfer Jan van Hoof verhindert, indem er die Sprengladungen unbrauchbar machte. Eine 1951 eingesetzte Kommission kam jedoch zu dem Schluss, dass ein Teil der Sprengladungen noch intakt waren, als britische Truppen die Brücke am 20. September 1944 einnahmen. Man nimmt deshalb an, dass die Wehrmacht die Brücke letztlich doch nicht sprengen wollte, um sie im Fall einer eventuellen Gegenoffensive nutzen zu können. Eine an einem Pfeilergeländer der Brücke angebrachte Gedenktafel erinnert an den Widerstandskämpfer van Hoof.
Die Brücke stellt auch heute eine der wichtigsten Überquerungen der Waal dar. Eine Verkehrserhebung im Jahr 2005 ergab, dass täglich mehr als 50.000 Fahrzeuge über das Bauwerk rollen. Auf der Brücke bilden sich mehrmals täglich lange Staus. Um den Verkehr zu entlasten, wurde eine westliche Umgehungsstraße mit einer weiteren Rheinbrücke (De Oversteek) gebaut und im November 2013 eröffnet.
Von 2019 bis 2021 wurde die Brücke renoviert. Dabei wurden die Fahrbahn erneuert und die an der westlichen Seite außerhalb des Brückenträgers liegende Busspur in einen Radweg umgewandelt. 2030 soll eine Umgestaltung der Brücke stattfinden, die unter anderem eine neue Lackierung beinhaltet.

## Weiteres
Die Waalbrücke Nijmegen ist in mehreren Szenen des 1977 produzierten Films Die Brücke von Arnheim sowie in den Computerspielen Brothers in Arms: Hell's Highway und Medal of Honor: Frontline zu sehen. Auch auf der Map „Verbogener Stahl“ im Mehrspielermodus des Computerspiels Battlefield V spielt man in der Gegend um bzw. auf der Waalbrücke. Am 15. Juli 2006 kletterte ein Demonstrant der Organisation Fathers For Justice auf die Brücke. Am 2. Oktober 2008 erklomm ein Asylbewerber das Bauwerk, um gegen seine Abschiebung zu protestieren. In beiden Fällen wurde die Brücke zeitweise gesperrt, was mehrere Staus in der Umgebung zur Folge hatte.